# Cotija de la Paz
Cotija de la Paz är en kommunhuvudort i Mexiko. Den ligger i kommunen Cotija och delstaten Michoacán de Ocampo, i den centrala delen av landet, 400 km väster om huvudstaden Mexico City. Cotija de la Paz ligger 1 642 meter över havet och antalet invånare är 13 939.
Terrängen runt Cotija de la Paz är huvudsakligen kuperad. Cotija de la Paz ligger nere i en dal. Runt Cotija de la Paz är det ganska glesbefolkat, med 50 invånare per kvadratkilometer. Cotija de la Paz är det största samhället i trakten. I omgivningarna runt Cotija de la Paz växer huvudsakligen savannskog.